# Angoche
Angoche (fins 1975 António Enes) és un municipi de Moçambic, situat a la província de Nampula. En 2007 comptava amb una població de 89.998 habitants. És la capital del districte d'Angoche.

## Demografia
| Any  | Població |
| ---- | -------- |
| 1997 | 60,495   |
| 2007 | 82,388   |

## Història
Fou seu d'un sultanat (vegeu Sultanat d'Angoche) del 1479 al 1910, fundat amb fugitius del Sultanat de Kilwa. En aquest any fou ocupada pels portuguesos i rebatejada António Enes en honor de l'antic Comissari Reial per Moçambic, António José Enes. Va recuperar el seu antic nom el 3 de febrer de 1976.